# 唐娜伊内斯
唐娜伊内斯是巴西帕拉伊巴州的一个市镇。总面积132.445平方公里，总人口11400人，人口密度86.1人/平方公里。